# Eschweilera complanata
Eschweilera complanata är en tvåhjärtbladig växtart som beskrevs av Scott A. Mori. Eschweilera complanata ingår i släktet Eschweilera och familjen Lecythidaceae. Inga underarter finns listade i Catalogue of Life.